# Castagnaro
Castagnaro là một đô thị ở tỉnh Verona trong vùng Veneto của Ý, có cự ly khoảng 80 km về phía tây nam của Venice và khoảng 50 km về phía đông nam của Verona. Tại thời điểm ngày 31 tháng 12 năm 2004, đô thị này có dân số 4.091 người và diện tích là 34,7 km².
Đô thị Castagnaro có các frazioni (các đơn vị trực thuộc, chủ yếu là các làng) Menà and Vallestrema.
Castagnaro giáp các đô thị: Badia Polesine, Giacciano con Baruchella, Terrazzo, và Villa Bartolomea.